# IEEE 802.15.4
IEEE 802.15.4 — стандарт, который определяет физический слой и управление доступом к среде для беспроводных персональных сетей с низким уровнем мощности сигнала и скоростями до 480 Мбит/с. Стандарт поддерживается рабочей группой IEEE 802.15. Аппаратура, построенная на базе данного стандарта, относится к устройствам малого радиуса действия. Является базовой основой для протоколов ZigBee, WirelessHART, MiWi, ISA100.11, Thread, каждый из которых, в свою очередь, предлагает решение для построения сетей посредством постройки верхних слоёв, которые не регламентируются стандартом. В качестве альтернативы он может быть использован совместно со стандартом 6LoWPAN и стандартными протоколами Интернета для построения встроенного беспроводного Интернета.

## Обзор
Цель стандарта IEEE 802.15 — предложить нижние слои основания сети для сетей типа беспроводных персональных сетей, ориентированных на низкую стоимость, низкую скорость повсеместной связи между устройствами (по контрасту с многими более конечно-ориентированными на пользователя сетями, как например Wi-Fi). Акцент делается на очень низкой стоимости связи с ближайшими устройствами, совсем без (или с небольшой) базовой структурой, с целью эксплуатации на доселе небывалом низком уровне энергии.
Основной предел приёма определяется эквивалентной изотропно-излучаемой мощностью (ЭИИМ) радиоустройства со скоростью передачи 250 кбит/с. В России возможно использование радиоустройств без получения отдельных разрешений ГКРЧ на использование радиочастот, а также на безлицензионный ввоз устройств с максимальной ЭИИМ 100 мВт. Компромиссы возможны в пользу более радикально встраиваемых устройств с ещё более низкой потребностью в энергии, путём определения не одного, а нескольких физических уровней. Первоначально были определены низкие скорости передачи в 20 и 40 кбит/с, скорость в 100 кбит/с была добавлена в текущем перевыпуске.
Ещё более низкие скорости передачи могут быть рассмотрены с результирующим эффектом снижения энергопотребления. Как уже упоминалось, главной отличительной особенностью стандарта 802.15.4 среди беспроводных персональных сетей является низкая стоимость производства и расходов по эксплуатации, простота технологии.
В ряду важнейших функций находятся обеспечение работы в режиме реального времени посредством сохранения временных слотов, предотвращение одновременного доступа и комплексная поддержка защиты сетей. Устройства также включают функции управления расходом энергии, такие как качество соединений и детектирование энергии. Совместимые со стандартом 802.15.4 устройства могут использовать одну из трёх возможных частотных полос для работы.

## Архитектура протокола
Устройства разработаны с целью взаимодействовать друг с другом посредством понятийной простой беспроводной сети. Определение слоёв сети основано на сетевой модели OSI, хотя только нижние слои определены в стандарте, взаимодействие с верхними слоями предусматривается, с возможным использованием подуровня управления логической связью, допуская МАС сквозь подуровень сходимости. Реализованные устройства могут полагаться на внешние устройства или быть просто встроены как самостоятельно функционирующие устройства.

### Физический слой
Физический слой, в конечном счете, предоставляет услуги передачи данных, также как и интерфейс организации управления физическим слоем и обеспечивает базу данных информации соответствующей персональной сети. Таким образом физический слой управляет трансиверной радиостанцией и выполняет выбор каналов и энергии и сигнальные функции управления. Он действует в одной из трёх возможных нелицензируемых радиочастотных полосах.
- 868,0—868,6 МГц: Европа, разрешается один канал связи (2003, 2006)
- 902—928 МГц: Северная Америка, свыше десяти каналов (2003), расширено до тридцати (2006)
- 2400—2483,5 МГц: используется во всём мире (в том числе и в России), свыше шестнадцати каналов (2003, 2006)

Первоначальная версия 2003 стандарта определяет два физических слоя, основанных на широкополосной модуляции с прямым расширением спектра, один работает на полосе 868/915 МГц со скоростью передачи в 20 и 40 кбит/с, а другой — на полосе 2450 МГц со скоростью 250 кбит/с.
Перевыпуск 2006 повышает максимальные скорости передачи данных на частотах 868/915 МГц, также придавая им скорости в 100 и 250 кбит/с. Кроме того, он идёт дальше, определяя четыре физических уровня в зависимости от метода модуляции. Три из них сохраняют подход широкополосной модуляции, в диапазоне 868/915 МГц используется как двоичная так и квадратурная фазовая манипуляция (последняя выглядит более оптимальной) в диапазоне 2450 МГц, с помощью последнего. Как альтернатива, оптимальный слой на частоте 868/915 МГц определяется используя комбинацию двоичного кодирования и амплитудной манипуляции (таким образом, на основе параллельного, а не последовательного расширения спектра). Возможно динамическое переключение между поддерживаемыми слоями 868/915 МГц.
Кроме этих трёх диапазонов, исследовательская группа IEEE 802.15.4c принимает во внимание недавно открытые диапазоны 314—316 МГц, 430—434 МГц, и 779—787 МГц в Китае, в то время как целевая группа IEEE 802.15.4d определяет поправку к существующему стандарту 802.15.4-2006, чтобы поддерживать новый диапазон 950-956 МГц в Японии. Первые поправки к стандарту, внесённые этими группами, были выпущены в апреле 2009.
В августе 2007 IEEE 802.15.4a расширила четыре физических слоя, доступных в ранней версии 2006, до шести, включая один физический слой, использующий последовательную радиотехнологию для высокоскоростной передачи данных Ultra-wideband (UWB) и другую, использующую частотное расширение спектра (CSS). Физический слой UWB выделен частотами в трёх диапазонах: 
- до 1 ГГц
- между 3 и 5 ГГц
- между 6 и 10 ГГц.

На физический слой CSS выделен спектр в полосе 2450 МГц диапазона ISM.
В апреле 2009 стандарты IEEE 802.15.4c и IEEE 802.15.4d расширили доступные физические слои, добавив несколько слоёв, один из добавочных для частоты 780 МГц, используя квадратурную фазовую манипуляцию (Quadrature phase-shift keying, QPSK) или фазовую манипуляцию более высоких порядков (M-PSK), другую — для частоты 950 МГц, используя гауссовскую частотную манипуляцию (Gaussian frequency-shift keying, GFSK) или двоичную фазовую манипуляцию (Binary phase-shift keying, BPSK).

### Слой MAC
Слой механизма доступа (Media Access Control, МАС) осуществляет передачу фрагментов данных структуры МАС посредством использования физического канала. Кроме информационных услуг, он предлагает управление интерфейсом и сам по себе управляет размещением маячков на каналах. Он также контролирует проверку фрагментов структуры, гарантирует множественный доступ с разделением по времени и управляет связями узлов. Наконец, он предлагает точки-ловушки для услуг безопасности.

### Высшие слои
Стандарт не определяет других, более высоких слоёв и совместимости промежуточных слоёв. Существуют спецификации, такие как ZigBee, построенные на данном стандарте для того, чтобы предлагать интегральные решения. Стеки [операционной системы] TinyOS также используют некоторые виды аппаратного обеспечения IEEE 802.15.4.

## Модель сети

### Типы узлов
Стандарт определяет два типа узлов сети
Первый — полнофункциональное устройство (FFD - Full-Function Device). Оно может служить как координатор персональных сетей, также может функционировать в качестве общего узла. Он реализует общую модель связи, которая позволяет переговариваться с другими устройствами, также может передавать дальше сообщения, в этом случае он называется координатором (координатор PAN, когда он отвечает за всю сеть).
Другой — устройства с облегчёнными функциями (RFD - Reduced-Function Device). Определение означает чрезвычайно простые устройства с очень скромным ресурсом и требованиями к сети, в связи с этим они могут только связываться с полнофункциональными устройствами и никогда не могут действовать в качестве координаторов.

### Топологии
Сети могут быть одноранговыми (P2P, peer-to-peer, point-to-point) либо иметь топологию «звезда». Однако, любая сеть должна иметь по крайней мере один FFD, который будет работать как координатор сети. Таким образом, сети формируются из групп устройств, разделённых соответствующей дистанцией. Каждое устройство имеет 64-битный идентификатор, в некоторых случаях может использоваться 16-битный идентификатор внутри ограниченной области. Таким образом, внутри каждой персональной сети (англ. PAN, personal area network) для соединения будут использоваться краткие идентификаторы.
Одноранговые сети (P2P) могут формировать произвольные структуры соединений и их расширения ограничены только дистанцией между каждой парой узлов. Они призваны служить основой для беспроводных самоорганизующихся сетей, способных к самоуправлению и организации. Так как стандарт не определяет сетевого уровня, маршрутизация не поддерживается напрямую, но такой дополнительный уровень может осуществить поддержку сетей с ретрансляторами. 
Также могут быть добавлены дополнительные топологические ограничения: например, дерево кластеров – структура, в которой RFD может быть связанным только с одним FFD единовременно, таким образом, RFD являются исключительно листьями дерева, а большинство узлов являются FFD. Также возможна ситуация ячеистой топологии сети, чьи узлы являются сетями кластерных деревьев с локальным координатором для каждого кластера, помимо глобального координатора.
Ещё поддерживается более структурированная топология «звезда», где координатор сети обязательно должен быть центральным узлом. Такая сеть может возникнуть, когда FFD решает создать свою собственную персональную сеть (PAN) и объявить себя её координатором, после чего выбирается уникальный идентификатор для PAN. После этого другие устройства могут присоединиться к сети, которая полностью независима от других сетей с топологией «звезда».

## Архитектура передачи данных
Фрагменты данных — основа для передачи данных, которая осуществляется по четырём основным типам: (данные, подтверждение, маячок и фрагменты команд механизма доступа), обеспечивающей разумный баланс между простотой и надежностью. Вдобавок может использоваться суперфрагментная структура определяемая координатором, в этом случае два маячка действуют как её пределы и обеспечивают синхронизацию других устройств, также как и информацию о конфигурации. Суперфрагмент состоит из шестнадцати слотов одинаковой длины, которые могут быть в дальнейшем разделены на активную и неактивную части, в ходе [выполнения] которых координатор может входить в энергосохраняющий режим, в котором не требуется контроль сети.
Утверждение пределов суперфрагментов производится системой CSMA/CA. Каждая передача должна заканчиваться перед появлением последующего маячка. Как упоминалось выше приложения нуждающиеся в чётко определённой широте диапазона могут использовать семь областей из одной или более бессодержательных гарантированных областей множественного доступа идущих в конце суперфрагмента. Обычно суперфрагменты используются при работе устройств с низким скрытым [энерго]состоянием, чьи связи должны сохраняться, даже в течение долгого периода неактивности.
Передачи данных к координатору требуют фазы маячковой синхронизации, посредством передачи режима CSMA/CA, если это возможно (с помощью множественного доступа, если используются суперфрагменты), [сигнал] подтверждения необязателен. Передача данных от координатора обычно сопровождает запросы к устройствам, если маячки используются, то используются сигналы-запросы, координатор подтверждает запрос и затем посылает информационные пакеты, которые подтверждаются устройством. То же происходит, если суперфрагменты не используются, только в этом случае нет маячков, чтобы сохранять пути передачи информации.
Одноранговые сети могут также использовать режим CSMA/CA или механизмы синхронизации, в этом случае связь между двумя устройствами возможна, в то время как в «структурированных» режимах одно из устройств должно быть координатором сети.
В общем все последующие процедуры сопровождаются обычным запросом-подтверждением/индикацией-классификацией ответа.

## Надёжность и безопасность
Физический носитель можно получить через протокол CSMA/CA. Сети, не использующие маячковый механизм, используют вариант, основанный на прослушивании носителя, подвергшегося воздействию алгоритма понижения скорости передачи, подтверждения не подчиняются этому порядку. Общая передача данных использует свободные слоты, где используются маячки, процесс не сопровождается подтверждениями.
Сообщения о подтверждениях могут носить необязательный характер при некоторых обстоятельствах, если сделано предположение об успехе. В любом случае если устройство не может обработать фрагмент в данный момент, он просто не подтверждает его получение: ретрансляция основанная на перерыве может выполниться несколько раз, сопровождая после этого решение или прекратить или продолжить попытки.
Так как предусмотренное оборудование для этих устройств требует максимального увеличения жизни батарей, для протоколов выбираются методы этому способствующие, осуществляющие периодические проверки для ожидающих сообщений, частота которых зависит от применения.
Что касается защиты связей, подуровень MAC предлагает возможности, которые могут быть использованы в верхних слоях для достижения желаемого уровня безопасности. Процессы в высших слоях могут определять ключи для выполнения симметричной криптографии для защиты нагрузки и ограничения её для групп устройств или просто для одноранговой связи, эти группы устройств могут быть описаны в списках контроля доступа.
Кроме того, MAC выполняет проверки актуальности между последовательными приемами, чтобы гарантировать, что предположительно старые кадры или данные, которые больше не считаются действительными, не перейдут на более высокие уровни. В дополнение к этому безопасному режиму существует еще один, небезопасный режим MAC, который позволяет использовать списки контроля доступа просто как средство принятия решения о приеме кадров в соответствии с их (предполагаемым) источником.